# 王嘉言 (嘉靖壬戌進士)
王嘉言（1524年—1579年），字君謨，號笠洲，南直隸常州府江陰縣民籍蘇州府常熟縣人，明朝政治人物。

## 生平
嘉靖三十四年（1555年）乙卯科應天鄉試第一百十名舉人，四十一年（1562年）中式壬戌科會試第七十二名，三甲第六十五名進士。授肥鄉縣知縣，改曲周縣知縣，遷工部主事，改浙江按察司僉事，官至浙江參議。

## 家族
曾祖王室，散官；祖父王琥，散官；父王魯，州同知。母孫氏。嚴侍下。